# 1950
Het jaar 1950 is een jaartal volgens de christelijke jaartelling.
Het jaar 1950 is tevens het referentiejaar (nulpunt) voor radiometrische datering. BP ("Before Present") is dus vóór 1950.

## Gebeurtenissen
januari
- 1 - Nederland krijgt ingevolge de overeenkomst tussen de geallieerde mogendheden inzake de van Duitsland te ontvangen herstelbetalingen 30.646 kg goud toegewezen.
- 1 - De Vietminh begint in Tonkin onder leiding van Hồ Chí Minh een groot offensief tegen de Franse troepen.
- 1 - Volgens een nieuwjaarsboodschap van de Chinese Communistische Partij vormen Tibet, Hainan en Formosa (Taiwan) de eerstvolgende doelen van het Chinese leger.
- 2 - Prins Bernhard vertrekt op verzoek van de Nederlandse regering met het oefensmaldeel "Nederlandse Antillen" bestaande uit het vliegdekschip Karel Doorman en de oorlogsschepen Jacob van Heemskerk en Johan Maurits van Nassau voor een goodwill-missie naar de 'West'.
- 3 - In Egypte behalen de Wafdisten bij de verkiezingen een grote overwinning. Zij krijgen in het parlement 225 van de 319 zetels.
- 4 - De Pakistaanse regering erkent de Chinese Volksrepubliek van Mao Tse-Toeng.
- 5 - Ward Hermans, voormalig Belgisch Kamerlid, wordt wegens zijn houding in de Tweede Wereldoorlog tot levenslange gevangenisstraf veroordeeld.
- 6 - In de zaak-Schallenberg wordt door het Nederlandse ministerie van Justitie een officieel communiqué verstrekt. Justitie is tot de conclusie gekomen, dat er geen aannemelijke redenen aangevoerd kunnen worden voor moord, maar wel voor zelfmoord.
- 9 - In Colombo wordt een conferentie gehouden van ministers van Buitenlandse Zaken van de Britse Gemenebestlanden, waarin de basis wordt gelegd voor het Colombo-plan.
- 9 - Begin van de Ronsense Bommelfeesten.
- 10 - In België beginnen in de Kamer de debatten over de kwestie van de terugkeer van Koning Leopold III.
- 11 - In Italië valt het vijfde kabinet van de christendemocraat Alcide De Gasperi.
- 12 - In Egypte vormt de leider van de wafdisten, Moestafa Nahas Pasja, een regering die geheel uit wafdisten bestaat.
- 13 - In de Sovjet-Unie wordt de doodstraf (die in 1947 werd afgeschaft) opnieuw ingevoerd voor verraders van het vaderland, spionnen en saboteurs.
- 14 - De Noordstar-Boerhaave-prijs wordt uitgereikt aan de Vlaming Arthur Meulemans, componist van opera's, symfonieën, kamermuziek, klavierwerken en liederen.
- 17 - Aartshertog Karel Lodewijk van Habsburg, zoon van keizer Karel I van Oostenrijk, treedt in België in het huwelijk met prinses Yolande de Ligne.
- 18 - Stichting Industriële Vormgeving wordt opgericht.
- 20 - Einde van het koloniale tijdperk voor Suriname. Een interimregeling, vooruitlopend op het Statuut van 1954 die bepaalt dat Suriname voortaan een zelfstandige plaats in het Koninkrijk der Nederlanden inneemt, treedt in werking.
- 20 - Mao Zedong erkent het communistische regiem van Hồ Chí Minh als enige wettige in Vietnam.
- 22 - In West-Duitsland wordt de zgn. Rijkspartij opgericht.
- 26 - India wordt te New Delhi tot vrije en onafhankelijke republiek uitgeroepen.
- 26 - In de Scheveningse strafgevangenis wordt de landverrader en infiltrant Anton van der Waals gefusilleerd.
- 28 - Stijn Streuvels en Fraigneux krijgen de literaire prijs der 'Scriptores Catholici' uitgereikt.
- 30 - De Sovjet-Unie erkent het regiem van Hồ Chí Minh in Vietnam.
- 31 - In Amerika begint de productie van de waterstofbom

februari
- 7 - Georges Bidault vormt in Frankrijk zijn derde kabinet nadat uit zijn eerdere regering vijf socialistische ministers waren vertrokken.
- 23 - De Nederlandse kapitein Westerling bezet met een legertje van voornamelijk Molukkers het militair hoofdkwartier van Indonesië. Maar het lukt zijn makkers niet om in Jakarta de macht over te nemen.

maart
- 12 - In een referendum spreekt de Belgische bevolking zich uit voor de terugkeer van Leopold III van België als koning der Belgen.
- 14 - De Amerikaanse FBI publiceert voor het eerst de FBI Ten Most Wanted Fugitives.
- maart - De Chinese Communistische Partij lanceert de Campagne voor de onderdrukking van contrarevolutionairen.

april
- 11 - Het verdrag van Rome wordt opgesteld, dit is het Europees Verdrag tot bescherming van de rechten van de mens en de fundamentele vrijheden (EVRM).
- 14 - De DAF-fabriek in Eindhoven wordt geopend.
- 24 - Transjordanië annexeert de Westelijke Jordaanoever en verandert zijn naam in Jordanië. De Palestijnen die er wonen krijgen de Jordaanse nationaliteit.
- 25 - Op Ambon wordt de Republik Maluku Selatan (RMS) uitgeroepen.

mei
- 5 - Prins Bhumibol Adulyadej wordt te Bangkok als Rama IX tot Koning van Thailand gekroond. Bhumibol was in 1946, na de dood van zijn broer Rama VII, al tot koning benoemd.
- 6 - Bij het Deense Silkeborg wordt een veenlijk gevonden dat de man van Tollund wordt genoemd.
- 8 - De deelstaat Oost-Indonesië (Negara Indonesia Timur) verklaart zich bij decreet onderdeel van de eenheidsstaat Indonesië.
- 9 - De Franse minister van buitenlandse zaken Robert Schumann pleit voor de oprichting van een Europese Gemeenschap van Kolen en Staal.
- 9 mei - De Franse Nationale Vergadering keurt met 399 tegen 179 stemmen het ontslag goed van prof.Frédéric Joliot-Curie als hoofd van het Franse bureau voor atoomonderzoek. Joliot, gelauwerd als verzetsman, is omstreden door zijn contacten met Russische wetenschappers.

juni
- 4 - Bij de vervroegde Belgische verkiezingen behaalt de CVP / PSC 47,5% van de stemmen en een absolute meerderheid in de Kamer: 108 van de 212 zetels.
- 7 - Een beeldje van de legendarische Hansje Brinker op de IJdijk onder Spaarndam wordt onthuld door de zevenjarige prinses Margriet.
- 8 - De nieuwe Belgische regering van Jean Duvieusart bestaat in haar geheel uit christen-democraten.
- 24 - De Franse premier Georges Bidault biedt het ontslag van zijn regering aan na een verworpen vertrouwensmotie over ambtenarensalarissen. Hiermee is het dertiende Franse kabinet van na de Tweede Wereldoorlog, gevallen.
- 25 - Noord-Korea valt Zuid-Korea binnen. Begin van de Koreaanse Oorlog. De Veiligheidsraad van de Verenigde Naties (op dat moment geboycot door de Sovjet-Unie) veroordeelt de aanval.
- 28 - Seoul wordt door de Noord-Koreanen ingenomen. Eerder op de dag komen honderden mensen om als de brug waarover ze proberen te vluchten voor het Noord-Koreaanse leger voortijdig wordt opgeblazen. De Veiligheidsraad geeft autorisatie voor militaire steun aan Zuid-Korea.
- 30 - De Verenigde Staten besluiten tot actieve deelname aan de Koreaanse Oorlog.

juli
- 1 - in Enkhuizen wordt het Zuiderzeemuseum geopend.
- 2 - 4 - In Frankrijk treedt het door de radicaal-socialist Henri Queuille gevormde kabinet aan. Twee dagen later stelt de Nationale Vergadering de vertrouwenkwestie en komt de regering-Queuille ten val.
- 4 - Nederland mengt zich in het Koreaanse conflict door de torpedobootjager Hr Ms Evertsen naar de Koreaanse wateren te sturen.
- 4 - Eerste uitzending van Radio Free Europe vanuit München. De zender richt zich op de landen achter het IJzeren Gordijn.
- 5 - Ten noorden van Osan vindt het eerste gevecht plaats tussen Noord-Koreanen en Amerikanen in de Koreaanse Oorlog. Het kleine Amerikaanse contingent kan de Noord-Koreanen niet tegenhouden en slaat op de vlucht.
- 6 - Werkzaamheden drooglegging Oostelijk Flevoland begonnen.
- 6 - Een volgende Amerikaanse verdedigingslinie tussen Pyongtaek en Ansong is ook onhoudbaar, en de Amerikanen trekken zich verder terug naar Cheonan.
- 11 - De grondwet van Noordrijn-Westfalen treedt in werking.
- 12 - De Raad van Cassatie verwerpt de beroepen van de van oorlogsmisdaden beschuldigde Franz Fischer, Ferdinand aus der Fünten en Willy Lages en veroordeelt hen tot de doodstraf.
- 12 - 13 - De liberale politicus René Pleven vormt in Frankrijk een nieuwe regering en krijgt de volgende dag van de Nationale Vergadering met 355 tegen 226 stemmen het vertrouwen van het parlement
- 14 - De eerste verbinding met een Talgo-trein start op tussen Madrid en Hendaye, Zuid-|Frankrijk.
- 16 - Uruguay wint de wereldtitel door gastland Brazilië in de afsluitende wedstrijd van het WK voetbal met 2-1 te verslaan.
- 17 - Geregelde troepen van de centrale Indonesische regering landen op Zuid-Molukken en bestrijden de opstandelingen.
- 20 - De beide kamers van het Belgische parlement gaan akkoord met het decreet waarin wordt vastgesteld dat Leopold III kan terugkeren als Koning der Belgen.
- 20 - Daejon valt voor de Noord-Koreanen.
- 21 - Eerste openbare vergadering in Nederland van de Sociaal-Economische Raad onder het voorzitterschap van Frans de Vries.
- 21 - Het vierjarige olifantje Tuffi van Circus Althoff, dat bij een reclamestunt  met de Wuppertaler Schwebebahn meereist, raakt in paniek en springt dwars door de wand uit de gondel 10 meter omlaag in de Wupper. Het dier blijft ongedeerd.
- 25 - De bevelhebber van het KNIL, generaal Buurman van Vreeden draagt zijn hoofdkwartier over aan het Indonesische leger.
- 31 - Na een onrustige periode met demonstraties en stakingen in België kondigt koning Leopold III aan zijn bevoegdheden over te dragen aan zijn zoon Boudewijn.
- 31 - De Noord-Koreanen nemen Jinju in.

augustus
- 7 - Begin van de eerste Amerikaanse tegenaanval in de Koreaanse Oorlog, gericht op het heroveren van Jinju. Binnen een week moeten ze zich echter alweer terugtrekken, omdat sommige troepen elders benodigd zijn.
- 9 - In België vindt de laatste executie plaats van een oorlogsmisdadiger uit de Tweede Wereldoorlog (Philipp Schmitt)
- 11 - Boudewijn legt de eed als kroonprins af. De communistische volksvertegenwoordiger Julien Lahaut zou tijdens de plechtigheid 'Vive la république' hebben geroepen.
- 17 - Soekarno roept de eenheidsstaat Indonesia uit.
- 18 - De communist Julien Lahaut die tijdens de eedaflegging van Boudewijn 'Vive la république' zou hebben geroepen, wordt vermoord.
- 18 - De Slag bij Naktong in de Korea-oorlog leidt tot een overwinning van de Verenigde Naties, de betrokken divisie van het Noord-Koreaanse leger wordt weggevaagd.
- 23 - Tornado van 23 augustus 1950. Een voor Nederlandse begrippen zware tornado veroorzaakt veel schade op de Veluwe.
- 25 - Op de grens tussen Assam en Tibet veroorzaakt een zware aardbeving zeer grote veranderingen in het stroomgebied van de Brahmaputra. Het wordt gezien als de zwaarste beving van de laatste halve eeuw.
- 27 - Amerikaanse bombardementen in Noord-Korea treffen bij ongeluk China.
- 31 - Als vijfde land ter wereld begint Mexico met televisie-uitzendingen.

september
- 15 - De Amerikanen landen bij Incheon. Begin van de Slag bij Incheon.
- 16 - Bij Daegu en elders gaan de Amerikanen ook in de aanval.
- 19 - Nadat de landing bij Incheon bij hen bekend is geworden, gaat een aantal Noord-Koreaanse legers over tot een gehaaste terugtrekking.
- 26 - Douglas McArthur meldt de herovering van Seoul door de VN-troepen, hoewel in werkelijkheid de gevechten nog enkele dagen doorgaan.
- 28 - Na een zeeblokkade door de Indonesische marine vindt de invasie van Ambon plaats.

oktober
- eind september-17 oktober - De Vietminh veroveren het grensgebied met China. De Fransen lijden zware verliezen.
- 1 - In de Koreaanse Oorlog steken de Zuid-Koreanen de 38e breedtegraad over (die voor de oorlog de grens vormde).
- 2 - De eerste aflevering van de strip Peanuts verschijnt in negen Amerikaanse kranten.
- 7 - In de Slag van Chando verslaat het Chinese Volksleger het legertje van Tibet, waarmee de bezetting van de bergstaat aanvangt.
- 10 - De Zuid-Koreanen nemen Wonsan in.
- 20 - De VN-troepen veroveren Pyongyang.
- 26 - Een 636 militairen tellend detachement onder bevel van luitenant-kolonel den Ouden vertrekt vanuit Rotterdam met het transportschip Zuiderkruis naar Korea.
- 26 - In hun opmars noordwaarts bereiken de Zuid-Koreaanse legers de Yalu, de grensrivier tussen Noord-Korea en China. Dezelfde dag vindt het eerste gevecht met Chinese troepen plaats, en het bewuste leger moet zich met grote verliezen gehaast terugtrekken.
- 30 - In Zweden legt Gustaaf VI de eed op de grondwet af en is daarmee formeel koning van Zweden. Hij volgt zijn daags tevoren overleden vader Gustaaf V op.

november
- 1 - In Washington ontsnapt president Truman aan een aanslag door nationalisten uit Puerto Rico. Een van de daders en een politieagent worden daarbij gedood.
- 1 - Dogma-verklaring door Paus Pius XII betreffende de Tenhemelopneming van Maria.
- 2 - Grote overwinning van de Chinezen op de Amerikanen in de Slag bij Unsan.
- 8 - Het Indonesische leger verovert Ambon. De RMS-guerrilla wordt voortgezet op het eiland Ceram.
- 22 - In New York botsen twee passagierstreinen op elkaar. Er zijn 79 doden en meer dan 350 gewonden.
- 24 - Begin van een slotoffensief van de Amerikanen en Zuid-Koreanen in de Vietnamoorlog.
- 25 - Het Amerikaans-Zuid-Koreaanse offensief stuit op een Chinese tegenoffensief. De Amerikanen in het centrum worden teruggedreven en de Koreaanse rechterflank wordt vernietigd.

december
- 3 - De VN (Amerikaanse en Zuid-Koreaanse) troepen geven Pyongyang op en trekken zich terug naar het zuiden.
- 6 - Bij de presidentsverkiezingen op Haïti spreken de arbeidersbewegingen sterk mee en overste Paul Magloire wordt president.
- 11 - Een gerechtshof in Singapore wijst ook in hoger beroep het 13-jarige meisje Bertha Hertogh toe aan haar ouders in Bergen op Zoom. Na de uitspraak breken hevige rellen uit, waarbij 18 doden vallen.
- 11 Inzegening van het 20 meter hoge bronzen beeld Christus Koning van El Cubilete in de Mexicaanse deelstaat Guanajuato.
- 19 - Voetballer Abe Lenstra wijst een aanbieding van de hand om voor honderdduizend gulden bij ACF Fiorentina te gaan spelen. Hij zou per maand zeshonderd gulden verdienen, plus premies. Omdat de burgemeester van Heerenveen niet kan garanderen dat hij zijn baan als ambtenaar na twee jaar terugkrijgt, besluit Lenstra in Nederland te blijven.
- 24 - In Vaticaanstad sluit Paus Pius XII het Heilig Jaar 1950 af. Meer dan 3 miljoen pelgrims hebben in dit jaar Rome bezocht.
- december - De Franse oorlogsheld Jean de Lattre de Tassigny wordt als Hoge Commissaris en opperbevelhebber naar Vietnam gestuurd.

zonder datum
- Alan Turing ontwerpt de turingtest.
- Gerard Kuiper stelt met behulp van de Haletelescoop van het Palomar-observatorium de middellijn van de dwergplaneet Pluto vast: ca. 6000 kilometer. Later is vastgesteld dat deze aanname onjuist was, de middellijn is 2376 kilometer.[1]

## Muziek

### Klassieke muziek
- 10 februari: eerste uitvoering van het Vioolconcert van William Schuman
- 18 februari: eerste uitvoering van Tom Sawyer van George Antheil
- 22 mei: eerste uitvoering van Vier letzte Lieder van Richard Strauss
- 4 juli: eerste uitvoering van Concertante voor piano (linkerhand) en orkest van Arnold Bax
- 21 augustus: eerste vertoning van de film Geheime missie met muziek van Aram Chatsjatoerjan
- 10 september: eerste uitvoering van Symfonie nr. 2 van Karl Amadeus Hartmann
- 1 november: eerste publieke uitvoering van Symfonie nr. 3 van Karl Amadeus Hartmann
- 15 november: eerste uitvoering van Symfonie nr. 4 van Léon Orthel (met de componist achter de piano)
- 21 november: eerste uitvoering van Sinfonia serena van Knudåge Riisager
- 9 december: eerste uitvoering van Feestelijk gedicht van Aram Chatsjatoerjan

### Populaire muziek
De volgende platen worden hits:
- Andrews Sisters - Down in The Valley en Schnitzelbank song
- Anton Karas - Het Harry Lime Motief (Filmmuziek 'The Third Man')
- Danny Kaye - C'est si Bon
- Doris Day - Hoop Dee Doo en Quicksilver
- Eddy Christiani - Antje Uit Volendam, Greetje Uit de Polder, Hiep Hiep Hoera en Misschien
- Joseph Schmidt - Ik Hou Van Holland
- Louis Davids - De Voetbalmatch
- Maria Zamora - La Raspa
- Max van Praag - Bierlied, Daar Zijn de Appeltjes Van Oranje Weer en Op de Sluizen Van IJmuiden
- Max Woiski - B.B. Met R (Bruine Bonen Met Rijst)
- Olga Lowina - Lach Als de Zon Schijnt
- Orkest Zonder Naam - Down in The Valley en Wie Zal Dat Betalen?
- Perry Como & The Fontane Sisters - Hoop Dee Doo
- Rina Ketty - Chante Encore Dans la Nuit en Montevideo
- Teresa Brewer - Music, Music, Music
- Vaughn Monroe - Riders in The Sky

## Beeldende kunst

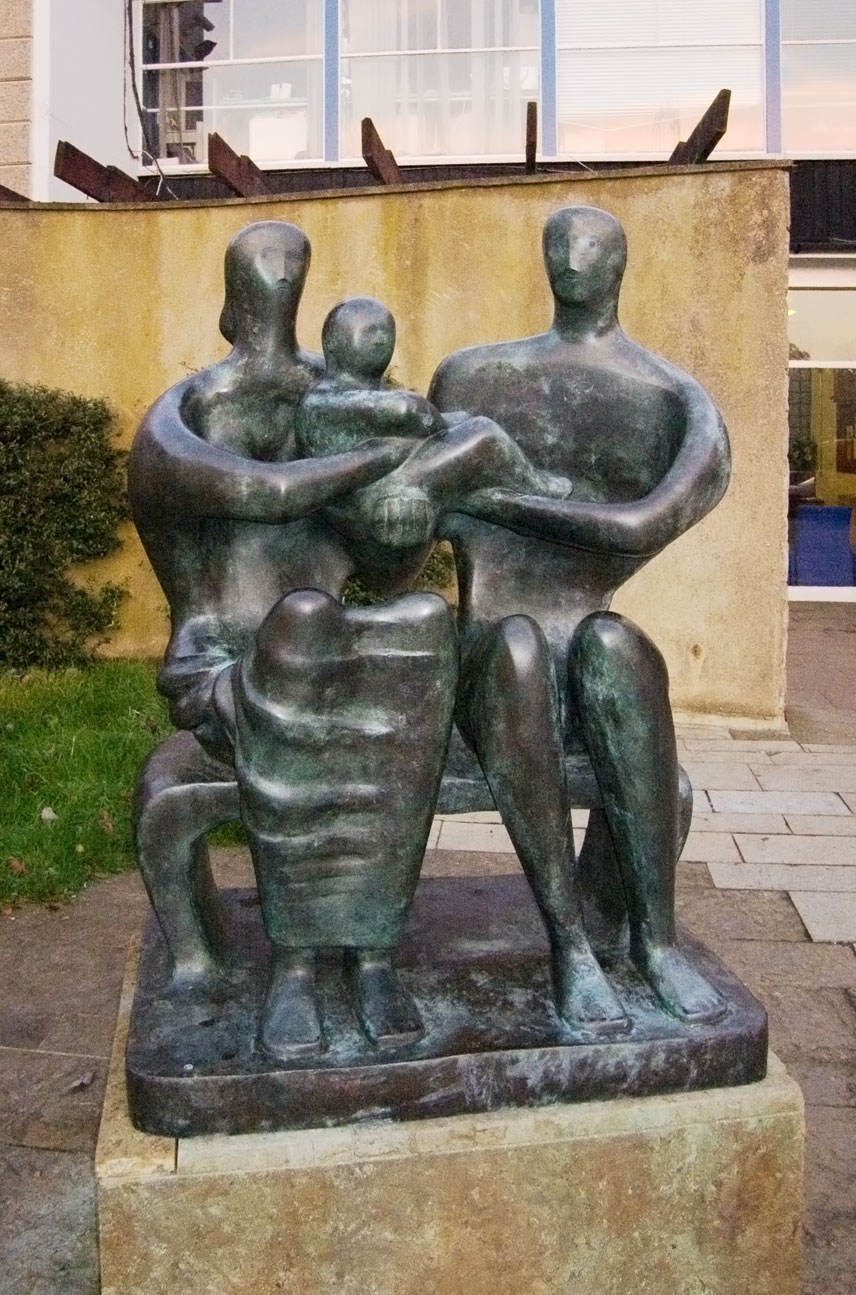
Family Group (1950) brons Henry Moore, Barclay School, Stevenage, Hertfordshire

## Bouwkunst

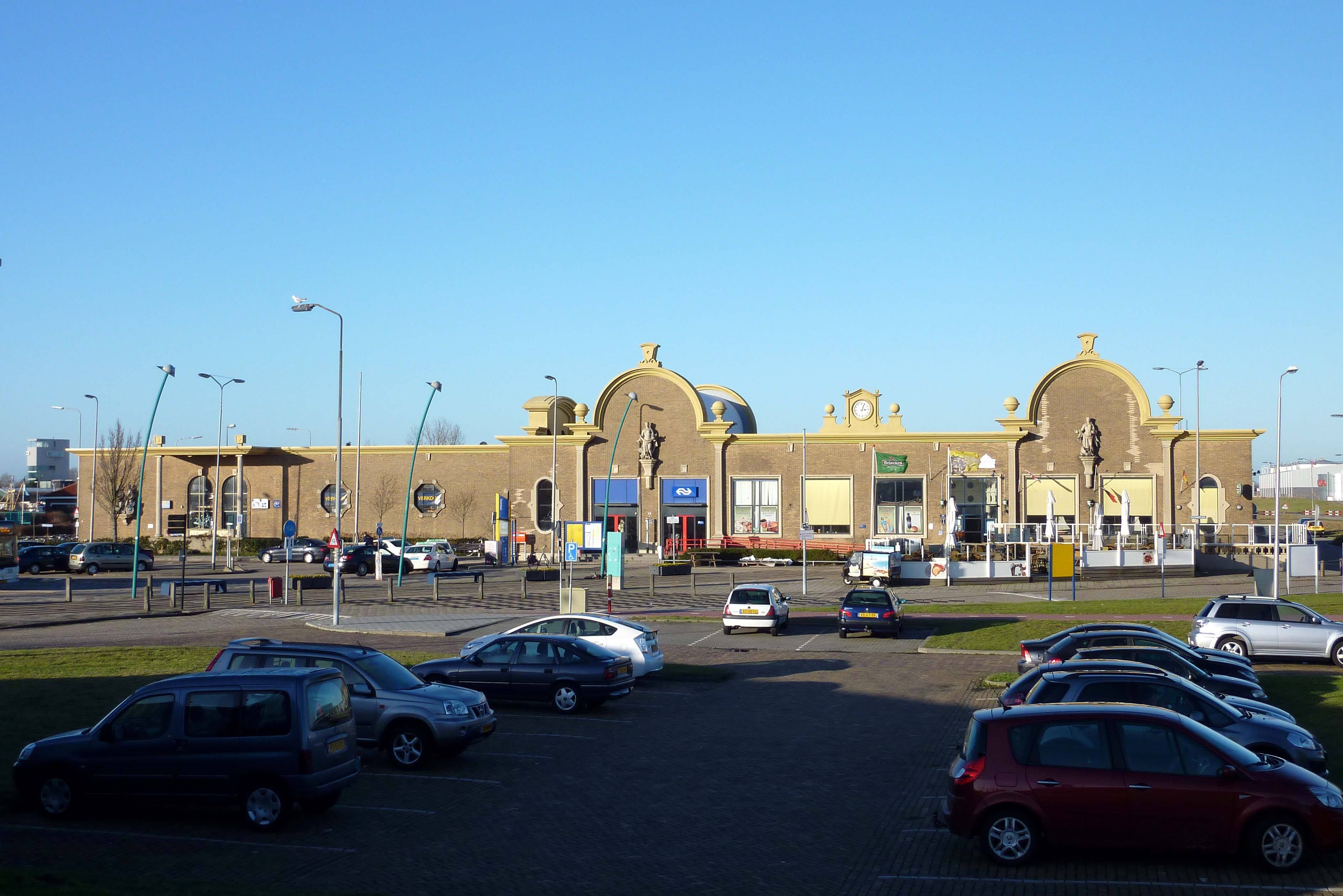
Station Vlissingen (1950) Sybold van Ravesteyn

## Weerextremen in België
- 23 mei: 93 mm neerslag in Komen en 123 mm in Kerkhove (Avelgem).
- 3 juli: Tornado veroorzaakt aanzienlijke schade in de streek van Charleroi.
- september: September met hoogst aantal neerslagdagen: 27 (normaal 15).
- 29 oktober: 6 cm sneeuw in Spa-Malchamps en in Saint-Hubert.
- 17 december: 18 cm sneeuw in Ukkel.
- 18 december: 25 cm sneeuw in Brustem (Sint-Truiden).
- 30 december: Temperatuurminima tot –16,6 °C in Gerdingen (Bree), –17,3 °C in Ukkel, –22,2 °C in Rochefort.
- december: Hoogste aantal sneeuwdagen van de eeuw voor december.
- 31 december: Minimumtemperatuur in de vallei van de Lesse: –23,1 °C in Rochefort.

Bron: KMI Gegevens Ukkel 1901-2003  met aanvullingen